# Вербано-Кузио-Оссола
Верба́но-Ку́зио-О́ссола (итал. Provincia del Verbano-Cusio-Ossola, пьем. Provincia dël Verban-Cusio-Òssola) — провинция в Италии, в регионе Пьемонт. Создана в 1992 году объединением трёх географических областей, ранее входивших в провинцию Новара. Вербания, территория на западном берегу Лаго-Маджоре, образовала восточную части провинции; Кузия, окрестности озера Орта, — южную, оставшаяся часть приходится на область Оссола, расположенную в Альпах.
Общая численность населения около 160 000 человек, площадь 2255 км². Крупнейшие города — столица Вербания; Домодоссола, центр Оссолы; Оменья.